# Rambo 2 : La Mission
Pour les articles homonymes, voir Rambo.
Série Rambo
Rambo
(1982) Rambo 3
(1988)
Pour plus de détails, voir Fiche technique et Distribution.
Rambo 2 : La Mission ou Rambo II - La Mission au Québec (Rambo: First Blood Part II) est un film d'action américain réalisé par George Pan Cosmatos, sorti en 1985.
C'est le deuxième volet d'une série de films centrée sur le personnage de John Rambo, interprété par Sylvester Stallone.

## Synopsis
John Rambo, un ancien béret vert et héros de la guerre du Viêt Nam, purge une peine de travaux forcés (à la suite des événements du précédent film) lorsque le colonel Samuel Trautman lui propose d'accomplir une mission périlleuse : trouver des preuves de la présence de prisonniers américains au Vietnam, en échange de quoi il retrouvera sa liberté. Arrivé dans la jungle, il entre en contact avec l’espionne anti-communiste Co Bao. Ensemble, ils découvrent un camp vietnamien et Rambo libère un prisonnier. Alors que l'hélicoptère chargé d’exfiltrer Rambo arrive, Murdock, le chef de la mission, donne subitement l'ordre par radio d'annuler la mission sans récupérer ni le prisonnier ni Rambo, malgré la tentative du colonel Trautman pour infléchir son ordre. Murdock espérait en effet que Rambo ne découvre aucune preuve de l'existence de prisonniers pour pouvoir classer l'affaire, car le Congrès américain n’a aucune envie de payer une rançon ou d’une nouvelle guerre du Viêt Nam.
Abandonné à son sort, Rambo est amené au camp vietnamien et torturé par des soldats soviétiques. Il fera tout pour s'échapper, venir en aide à d'autres prisonniers et se venger de Murdock.

## Fiche technique
Sauf indication contraire, les informations mentionnées dans cette section peuvent être confirmées par les bases de données cinématographiques IMDb et Allociné,  présentes dans la section « Liens externes ».
- Titre original : Rambo: First Blood Part II
- Titre français : Rambo 2 : La Mission ou Rambo II : La Mission
- Titre québécois : Rambo II - La Mission[1]
- Réalisation : George Pan Cosmatos
- Scénario : James Cameron et Sylvester Stallone, d'après une histoire de Kevin Jarre, d'après les personnages créés par David Morrell
- Musique : Jerry Goldsmith
  - Orchestration : Arthur Morton
  - Montage musical : Kenneth Hall
- Décors : Bill Kenney
- Costumes : Tom Bronson
- Maquillage : Leonard Engelman, Elvira Oropeza et Pamela S. Westmore
- Coiffure : Bertha Chiu et Kay Cole
- Photographie : Jack Cardiff †
- Son : Fred J. Brown, Rick Kline, Donald O. Mitchell, Kevin O'Connell, Rob Young
- Montage : Larry Bock, Mark Goldblatt, Mark Helfrich, Gib Jaffe et Frank E. Jimenez
- Production : Buzz Feitshans
  - Production déléguée : Mario Kassar et Andrew G. Vajna
  - Production associée : Mel Dellar
- Sociétés de production : Anabasis N.V. (États-Unis) ; Estudios Churubusco Azteca S.A. (Mexique)
- Sociétés de distribution : TriStar Pictures et Rialto Pictures (États-Unis) ; Carolco Pictures (Mexique) ; Warner-Columbia Film (France)
- Budget : 44 millions de $[2]
- Pays de production :  États-Unis
- Langues originales : anglais, vietnamien, russe
- Format : couleur (Technicolor) - 35 mm - 2,35:1 (Panavision) - son Dolby stéréo
- Genre : action, aventure, thriller
- Durée : 96 minutes
- Dates de sortie[3] :
  - États-Unis, Québec : 22 mai 1985[4]
  - Mexique : 22 août 1985
  - France : 16 octobre 1985[5]
  - Belgique : 16 octobre 1985 (Bruxelles)
- Classification :
  - États-Unis : interdit aux moins de 17 ans (R – Restricted)[N 1]
  - Mexique : déconseillé aux enfants de moins de 15 ans (B-15)[N 2]
  - France : tous publics[6]
  - Belgique : potentiellement préjudiciable jusqu'à 12 ans (Mogelijk schadelijk voor kinderen onder de 12 jaar)[7],[N 3]
  - Québec : 13 ans et plus (violence) (13+ / 13 years and over)[1],[4]

## Distribution
- Sylvester Stallone (VF : Alain Dorval) : John Rambo
- Richard Crenna (VF : Pierre Hatet) : le colonel Samuel Trautman
- Charles Napier (VF : Marc de Georgi) : Marshal Murdock
- Steven Berkoff (VF : Igor De Savitch) : le lieutenant-colonel Podovsky
- Julia Nickson (VF : Martine Irzenski) : Co Bao
- Martin Kove (VF : Jacques Frantz) : Ericson
- George Cheung : le lieutenant Tay
- Andy Wood : Banks (prisonnier de guerre américain)
- William Ghent : le capitaine Vinh
- Vojo Goric (en) : le sergent Yushin
- Dana Lee : le capitaine des pirates Kinh
- Steve Williams : Lifer
- Baoan Coleman (en) : le capitaine de la canonnière
- Don Collins : un prisonnier de guerre américain

Source et légende : Version Française (VF) sur RS Doublage

## Production

### Genèse du projet
À la suite du succès du premier film, une suite est rapidement envisagée. James Cameron écrit alors une 1re version du scénario. Cette version sera par la suite remaniée par Sylvester Stallone. Ainsi, le script de James Cameron prévoyait notamment que Rambo et Trautman se retrouvent au début du film dans un hôpital psychiatrique, et non dans un camp de travail comme le montre finalement le film. Il présentait également un nouveau personnage nommé Brewer, un soldat inexpérimenté armé jusqu'aux dents, qui accompagne Rambo dans sa mission. Brewer y faisait souvent preuve d'humour durant les actions. James Cameron critiquera ensuite le côté politique du scénario, qu'il attribue à Sylvester Stallone, alors que lui ne s'est contenté que de la partie « action ».
James Cameron ne renoncera pas pour autant à ses idées comme celle du personnage de Brewer qui sera reprise pour celui de Hudson dans Aliens, le retour, celle de l'hôpital psychiatrique qui sera finalement réutilisée pour Sarah Connor dans Terminator 2 : Le Jugement dernier ou encore celle de la force individuelle face à la technologie qui servira pour Avatar.

### Attribution des rôles
Le Suédois Dolph Lundgren devait à l'origine faire partie du casting, mais Sylvester Stallone l’avait déjà choisi pour Rocky 4, sorti la même année, et voulait éviter la confusion. Par ailleurs, Lee Marvin a failli incarner Marshall Murdock, avant que le rôle ne revienne à Charles Napier. De plus, selon le documentaire de 2002 We Get to Win This Time, les producteurs du film voulaient associer John Travolta à Stallone, après leur collaboration dans Staying Alive (1983).

### Tournage
Le tournage s'est déroulé de juin à août 1984 au Mexique, notamment à Acapulco et Tecoanapa.

### Montage
Faux raccords dans le film :
- au moment où Rambo, accidenté avec son hélicoptère volé, tend un bazooka en direction de l'hélicoptère du lieutenant-colonel Podovsky, le bout du canon dépasse du trou dans le pare-brise alors que, sur les plans intérieurs orientés vers ce même trou, le canon de l'arme n'apparaît pas ;
- dans le passage où Rambo détruit l'équipement informatique au M60, un des plans révèle qu'il ne lui reste plus qu'une vingtaine de cartouches alors que, sur un autre plan qui suit, il a soudainement une réserve bien plus importante.

## Bande originale
Albums de Jerry Goldsmith
Baby : Le Secret de la légende oubliée
(1985) Explorers
(1985)
Bandes originales de Rambo
Rambo
(1982) Rambo 3
(1988)
La musique du film est composée par Jerry Goldsmith, qui avait composé celle du premier film. Elle est interprétée par le National Philharmonic Orchestra. L'album contient également la chanson Peace in Our Life coécrite et interprétée par Frank Stallone, le frère de Sylvester Stallone.
Listes des titres
1. Main Title (2:12)
2. Preparations (1:16)
3. The Jump (3:18)
4. The Snake (1:48)
5. Stories (3:26)
6. The Cage (3:55)
7. Betrayed (4:22)
8. Escape from Torture (3:39)
9. Ambush (2:45)
10. Revenge (6:14)
11. Bowed Down (1:04)
12. Pilot Over (1:52)
13. Home Flight (3:01)
14. Day by Day (2:06)
15. Peace in Our Life (3:18) (musique de Frank Stallone, Peter Schless et Jerry Goldsmith ; paroles de Frank Stallone - interprété par Frank Stallone)

En 1999, le label Silva America commercialise une version plus complète de la bande originale.
| New expended edition | New expended edition                              | New expended edition | New expended edition | New expended edition | New expended edition | New expended edition | New expended edition | New expended edition | New expended edition |
| No                   | Titre                                             | Durée                |                      |                      |                      |                      |                      |                      |                      |
| -------------------- | ------------------------------------------------- | -------------------- | -------------------- | -------------------- | -------------------- | -------------------- | -------------------- | -------------------- | -------------------- |
| 1.                   | Main Title                                        | 2:08                 |                      |                      |                      |                      |                      |                      |                      |
| 2.                   | The Map                                           | 1:09                 |                      |                      |                      |                      |                      |                      |                      |
| 3.                   | Preparations                                      | 1:12                 |                      |                      |                      |                      |                      |                      |                      |
| 4.                   | The Jump                                          | 3:12                 |                      |                      |                      |                      |                      |                      |                      |
| 5.                   | The Snake                                         | 1:43                 |                      |                      |                      |                      |                      |                      |                      |
| 6.                   | The Pirates                                       | 1:29                 |                      |                      |                      |                      |                      |                      |                      |
| 7.                   | Stories                                           | 3:23                 |                      |                      |                      |                      |                      |                      |                      |
| 8.                   | The Camp / Forced Entry                           | 2:24                 |                      |                      |                      |                      |                      |                      |                      |
| 9.                   | The Cage                                          | 3:48                 |                      |                      |                      |                      |                      |                      |                      |
| 10.                  | River Crash / The Gunboat                         | 3:37                 |                      |                      |                      |                      |                      |                      |                      |
| 11.                  | Betrayed                                          | 4:20                 |                      |                      |                      |                      |                      |                      |                      |
| 12.                  | Bring Him Up / The Eyes                           | 2:06                 |                      |                      |                      |                      |                      |                      |                      |
| 13.                  | Escape from Torture                               | 3:30                 |                      |                      |                      |                      |                      |                      |                      |
| 14.                  | Ambush                                            | 2:38                 |                      |                      |                      |                      |                      |                      |                      |
| 15.                  | Revenge                                           | 6:12                 |                      |                      |                      |                      |                      |                      |                      |
| 16.                  | Bowed Down                                        | 1:02                 |                      |                      |                      |                      |                      |                      |                      |
| 17.                  | Pilot Over                                        | 1:48                 |                      |                      |                      |                      |                      |                      |                      |
| 18.                  | Village Raid / Helicopter Flight                  | 4:55                 |                      |                      |                      |                      |                      |                      |                      |
| 19.                  | Home Flight                                       | 2:56                 |                      |                      |                      |                      |                      |                      |                      |
| 20.                  | Day by Day                                        | 2:06                 |                      |                      |                      |                      |                      |                      |                      |
| 21.                  | Peace in Our Life (interprété par Frank Stallone) | 3:12                 |                      |                      |                      |                      |                      |                      |                      |
| 43:10                |                                                   |                      |                      |                      |                      |                      |                      |                      |                      |

## Accueil

### Accueil critique
Rambo 2 : La Mission a reçu des avis négatifs de la part des critiques. En septembre 2019, le film obtient une note de 33 % au Tomatometer et 60% au Popcornmeter sur Rotten Tomatoes.
Tandis qu'il obtient un score de 47⁄100 sur le site Metacritic, pour 15 critiques.
L'accueil en France est plus modéré, puisque pour 15 critiques, le site Allociné lui attribue une moyenne de 2.8⁄5.

### Box-office
Rambo 2 restera dans l'histoire du box-office parisien comme ayant été le premier film à passer la barre des 500 000 entrées en première semaine (avec 510 096 entrées pour Paris dès la première semaine). Le film restera pendant plus de 10 ans le plus gros démarrage en région parisienne avec plus de 80 000 spectateurs sur la première journée d'exploitation. C'est également le deuxième plus gros succès de l'année 1985 avec 5 851 030 spectateurs français, c'est le film de la saga qui a eu le plus gros succès et second plus gros succès de Sylvester Stallone, derrière Taxi 3 qui a totalisé 6,1 millions d'entrées.
Le Président des États-Unis de l'époque, Ronald Reagan, a dit, en sortant de la salle de cinéma : « Si jamais l'Amérique a un problème on saura qui appeler ! »[réf. nécessaire]
| Pays                           | Box-office        | Nombre de semaines | Classement TLT |
| ------------------------------ | ----------------- | ------------------ | -------------- |
| Box-office mondial             | 300 400 432 $     | —                  | 160e           |
| Box-office États-Unis / Canada | 150 415 432 $     | 18                 | 144e           |
| Box-office France              | 5 851 030 entrées | 22                 | 15e            |
| Box-office Paris               | 1 388 142 entrées | 22                 | -              |

## Distinctions
Source : Internet Movie Database et Allociné

### Récompenses
- Goldene Leinwand 1986 : écran d'or[N 4]
- Razzie Awards 1986 :
  - Razzie Award du pire film
  - Razzie Award du pire acteur pour Sylvester Stallone
  - Razzie Award du pire scénario pour Sylvester Stallone, James Cameron et Kevin Jarre
  - Razzie Award de la pire chanson originale pour Frank Stallone, Peter Schless et Jerry Goldsmith (pour la chanson Peace in Our Life)

### Nominations
- Oscars 1986 : meilleur montage de son pour Fred J. Brown
- Razzie Awards 1986 :
  - Pire réalisateur pour George P. Cosmatos
  - Pire second rôle féminin pour Julia Nickson
  - Pire révélation pour Julia Nickson
- Jupiter Awards 1986 :
  - Meilleur film international pour George P. Cosmatos
  - Meilleur acteur international pour Sylvester Stallone

## Édition en vidéo
En France, le film Rambo 2 : La Mission est sorti en DVD le 20 octobre 1998, puis une version HD DVD est sorti le 20 novembre 2006. Avec l'arrivée du Blu-ray, la version est sortie le 23 septembre 2008,.
Le film est ressorti en version restaurée DVD le 5 mars 2013 mais également en version restaurée Blu-ray le 1er février 2020.
Il est également sorti en VOD le 2 janvier 2017.
À la suite des évolutions techniques visant à améliorer la qualité d'image et sons, le film sort dans une édition collector SteelBook Blu-ray 4K Ultra HD le 1er septembre 2023.

### Version Trilogie
Le 14 novembre 2018, la trilogie Rambo est rééditée en édition collector SteelBook Blu-ray 4K Ultra HD + Blu-ray avec des masters restaurés en très haute définition, accompagnée de 10 heures de bonus dont des commentaires audio, des scènes coupées et autres.

## Autour du film
- En 1988 sort une fausse bande-annonce parodique pour la suite de Thérèse (1986), film dramatique sur la sainte Thérèse de Lisieux : Thérèse II, la mission, avec Brigitte Lahaie dans le rôle-titre[30].
- Dans le film Gremlins 2 : La Nouvelle Génération (1990) de Joe Dante, Gizmo découvre Rambo 2 à la télévision et, plus tard, s'en inspire en se mettant un bandeau rouge avant d'affronter ses adversaires[17] à l'image du bandana emblématique de Rambo.
- Dans son sketch de 1992 intitulé Rambo, l'humoriste Albert Dupontel narre à sa manière l'intrigue de Rambo 2 : La Mission[17].
- De nombreuses scènes du film seront parodiées dans la comédie Hot Shots! 2 (1993), qui parodie également Rambo 3, où Richard Crenna reprendra un rôle similaire à celui de Trautman[17].
- Le trio comique Les Inconnus s'inspire de Rambo II et de Jésus pour leur sketch parodique, Jesus II Le retour[31].
- Rambo prononce au début du film la phrase I’ll be back, « Je reviendrai », à Co Bao. Cette expression est surtout connue pour être la réplique culte fétiche d'Arnold Schwarzenegger, vedette du cinéma d’action des années 1980-90 avec Stallone, qu’il prononce un an auparavant dans Terminator. Le film est réalisé par James Cameron qui est également scénariste de Rambo II.

## Commentaire
Dans la tirade finale du personnage dans Rambo, celui-ci expliquait que lors de la guerre du Viêt Nam, l'arrière avait renié les combattants. Dans ce second film, on laisse entendre que l'Etat profond les a trahis, thème qu'on retrouve dans Portés disparus. Par ailleurs ce 2e film, ainsi que le suivant, s'inscrit dans l'anticommunisme des années 1980.
Le Vietnam, pays visé dans le film, est alors une démocratie populaire communiste, et en 1985, cet État fêtait le 10e anniversaire du départ des Américains, conséquence de la guerre du Viêt Nam. Les autorités locales dénonceront une « provocation » nationaliste des  américains. Le film est interdit dans les cinémas vietnamiens (tout comme le premier volet de 1982). [réf. souhaitée]